# عملية 27 رجب
عملية إسقاط الطائرة ستراتوكروزر أو (عملية 27 رجب)، هي عملية قامت بها وسائل الدفاع الجوي المصرية لإسقاط طائرة تجسس واستطلاع إلكتروني إسرائيلية من طراز بوينج 377 ستراتوكروزور في يوم 17 سبتمبر 1971، كانت تجري مهام استطلاع وتصوير روتينية للجبهة المصرية على طول قناة السويس وقد نجحت وسائل الدفاع الجوي بإسقاطها باستخدام صواريخ سام-2 أصابتها على الفور. وسقطت الطائرة في سيناء على بعد 22 كم غرب القناة. ولقيّ سبعة من طاقمها المكون من ثمانية مصرعهم في حين نجا فرد واحد استطاع القفز بالمظلة قبل تحطم الطائرة وأصيب بإصابات طفيفة نتيجة هبوطه.

## خلفية تاريخية
في أوائل الستينيات أرادت القوات الجوية الإسرائيلية تحديث أسطولها الجوي بشراء طائرات سي-130 هيركوليز، التي في إمكانها رفع حمولات أكبر، لكنها كانت باهظة الثمن وحظرت الولايات المتحدة بيعها آنذاك. عرضت شركة صناعات الفضاء الإسرائيلية في مطار بن غوريون الدولي تعديل طائرة بوينج 377 ستراتوكروزر. التي لديها أرضية كابينة أقوى يمكن أن تتحمل البضائع، بالإضافة إلى طائرات سي-97 ستراتوكروزر العسكرية، التي يشمل قسم ذيلها على باب شحن قوقعي.
دخلت عشر طائرات بوينج 377 ستراتوكروزر في خدمة سلاح الجو الإسرائيلي، الذي استلم أولها في عام 1964 كجزء من السرب 120، وكانت تسمى "ענק" (عَنَق أي الضخمة بالعبرية). وكانت تستخدم في مجال النقل، وإبرار الجنود والمعدات، وجمع المعلومات الاستخبارية، والحرب الإلكترونية والاتصالات.
وقد عُدلّت ثلاث منها بإضافة باب شحن متحرك عند قسم الذيل، على غرار الطائرة (Canadair CL44D-4). وخدمت اثنتان أُخرتان لتزويد الطائرات بالوقود جواً ببَكرة خرطوم تزويد بالوقود تحت البطانة. وخدمت اثنتان آخرتان كمنصتين لاستخبارات الإشارات الإلكترونية (ELINT) لمهام الاستطلاع الإلكتروني والمراقبة ومهام تدابير المضادات الإلكترونية (ECM). وقد انضمت إليهم في وقت لاحق أربع طائرات كيه سي-97 ستراتوفريتر مزودة بنظام التزود بالوقود جواً.
في أغسطس 1970 توصلت مصر وإسرائيل إلى وقف لإطلاق النار بينهما عن طريق مبادرة روجرز، لتننهى حرب الاستنزاف. وبمجرد تفعيل هذا الاتفاق، وبحسب الإسرائيليين فقد انتهك المصريون الاتفاق عندما قدموا بطاريات صواريخ أرض - جو إلى منطقة قريبة من قناة السويس. وفي الأشهر التالية، ازدادت مجموعات البطاريات المضادة للطائرات في منطقة القناة. وبعد وقف إطلاق النار، أصبح النشاط الاستخباري النشاط الرئيسي في قناة السويس، وأدى اقتراب بطاريات الصواريخ المصرية لمرحلة فشل فيها سلاح الجو الإسرائيلي في إجراء رحلات جوية استطلاعية دون تعرضه لنيران البطاريات المصرية.
كان حل مشكلة التصوير الفوتوغرافي استخدام كاميرا بعيدة المدى وضعت على طائرة ستراتوكروزر. كانت قد جرت محاولات للتصوير على ارتفاعات منخفضة لشبه جزيرة سيناء من قبل المصريين عدة مرات. فوفقاً للإسرائيليين، أُسقطت طائرتين سوخوي-7 بنيران المضادات الأرضية للجيش الإسرائيلي في 25 يونيو 1971. وقبل إسقاط الاستراتوكروزر بحوالي أسبوع، في 11 سبتمبر 1971، أُسقطت طائرة سوخوي-7 أُخرى، كانت تحلق على ارتفاع منخفض فوق قناة السويس. وأسقطتها النيران الأرضية للجيش الاسرائيلى عند خط بارليف وقتل الطيار المصرى بعد إصابته. كان الرئيس المصري أنور السادات قد ألقى خطاباً شاملاً قبل يوم من إسقاط الاستراتوكروزر، مشيراً إلى أنه ونظراً للوضع الإقليمي والمبادرات الخاصة بالتسويات الإقليمية، فأنه سيتبنى سياسة «العين بالعين والسن بالسن». وأنه «على استعداد للتضحية بمليون مواطن من أجل الاستقلال والتحرير، ويجب على إسرائيل أن تكون مستعدة للتضحية بمليون.»

## العملية

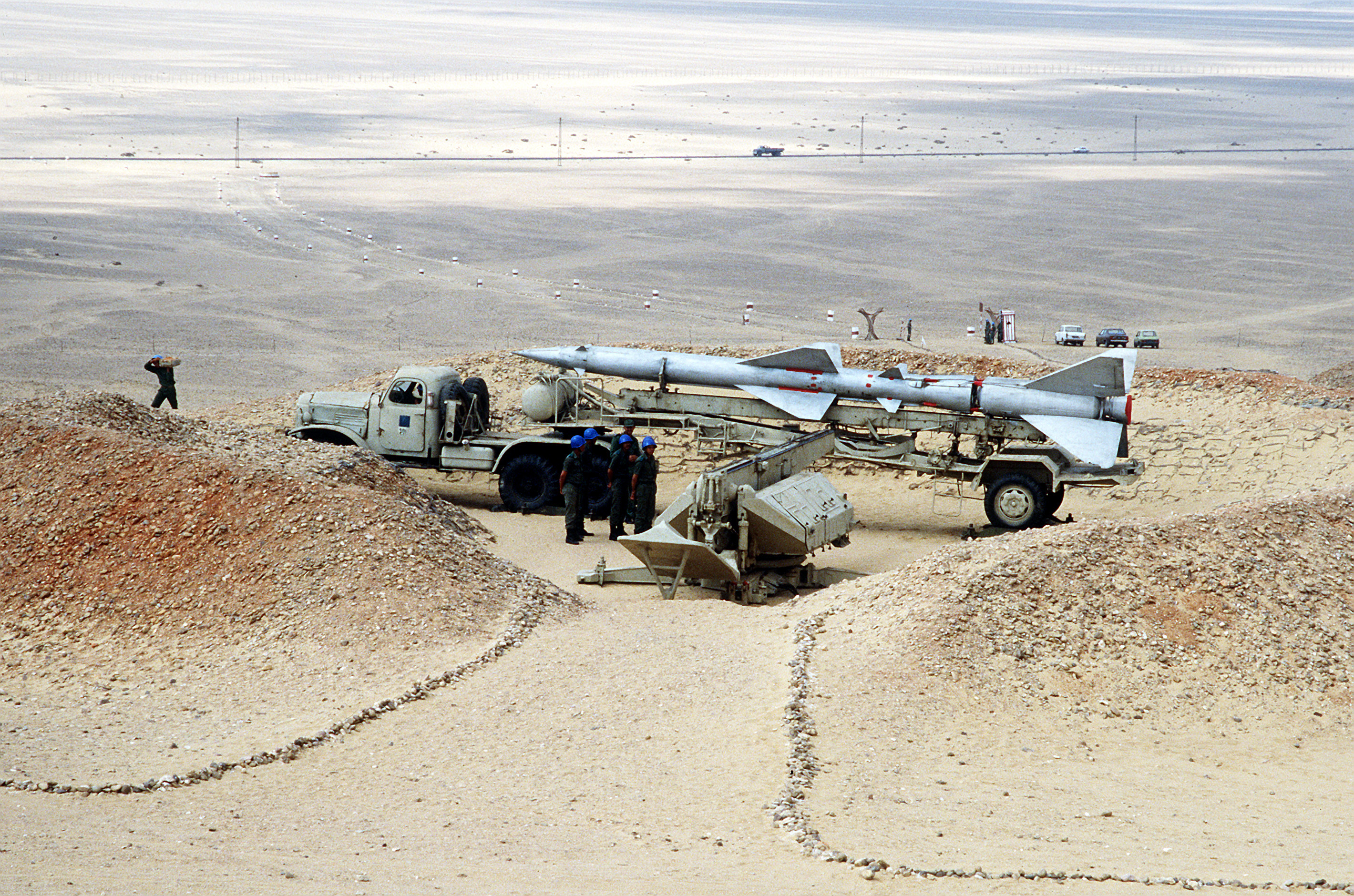
سام-2 من النوع الذي أسقط طائرة ستراتوكروزر خلال مناورات النجم الساطع 1985

بعد اتفاقية روجرز، كانت مصر تخشى من كشف إسرائيل لأوضاع الجبهة المصرية غرب قناة السويس، خاصة معرفة مواقع بطاريات الصواريخ التي تعُدها لأجل حرب تحرير سيناء القادمة، وكانت إسرائيل تقوم بمهام استطلاع وتجسس إلكتروني دائمة عبر إحدى أحدث طائراتها في هذا المجال بوينج 377 ستراتوكروزر، ولذلك رأت القيادة المصرية اعتراض الطائرة وإسقاطها عبر أجهزة الدفاع الجوي بدلاً من اعتراضها بواسطة طائرات الميج، خاصة وأن الطائرة تقوم بمهامها محلقةً فوق سيناء وترافقها طائرات الفانتوم الحديثة.
كُلفت كتيبتي دفاع جوي بإعداد كمين لإسقاط الطائرة الإسرائيلية، الكتيبة 416 بقيادة الرائد محمد عبد الله أبو نعمة والكتيبة 438 بقيادة الرائد حمد عبد الله بجاتو، وأخذتا موقعهما جنوب البحيرات المرة بالإسماعيلية في ليلة يوم 17 سبتمبر.
وفي يوم الجمعة 17 سبتمبر 1971، كانت طائرة ستراتوكروزر تقوم بمهمة تصوير قُطرية شرق قناة السويس لجمع معلومات استخبارية عن مواقع بطاريات صواريخ أرض-جو المصرية، والتي حُركّت شرقاً قبل ذلك. كان الجو في المنطقة متوتراً بعد سقوط طائرة سوخوي مصرية قبلها بأسبوع.
أقلعت الطائرة في مهمتها ترافقها طائرات الفانتوم وعلى متنها ثمانية من أفراد الطاقم. وبعد حوالي 20 دقيقة من إقلاعها، حلقت الطائرة من الجنوب باتجاه الشمال على ارتفاع 28 ألف قدم، على بعد 22 كم شرق قناة السويس وبموازاتها. كانت هدفاً بطيئاً وكبيراً. وفي الساعة 14:10، أطلقت الكتيبة 416 صاروخين سام-2 باتجاه الطائرة التي لم تلاحظهما، وعند اقتراب الصاروخين من الهدف صدرت أوامر التفجير لهما. فانفجرت الصواريخ بالقرب من جسم الطائرة (ووفقاً لشهادة الناجي الوحيد حانانيا غازيت، أصاب أحد الصواريخ جناح الطائرة)، مما تسبب في حدوث أضرار وبدأت الطائرة في الدوران، وفقد رُبانها السيطرة عليها وأمر الطاقم بمغادرتها.
كافح الطاقم للوصول إلى الجزء الخلفي من السطح العلوي للطائرة للنزول إلى الطابق السفلي حيث توجد أبواب الإخلاء. ولكن بسبب دوران الطائرة والدخان الذي ملأها وفقدان الضغط الذي تسبب في انخفاض مستويات الأوكسجين فشلوا في ذلك. فقط مهندس الطيران حانانيا غازيت، الذي على النقيض من الإجراءات المتبعة، أخرج جسده من نافذة على السطح العلوي ونجح في مغادرة الطائرة، وهبط بمظلته من على ارتفاع كبير بسلام على الأرض، على الرغم من إصابته بجروح طفيفة. وفي غضون ثلاث دقائق من الهجوم، تحطمت الطائرة فوق سيناء وتناثرت أجزائها على مساحة كبيرة. وقُتلّ سبعة من أفراد طاقمها.

## تداعيات الحادث

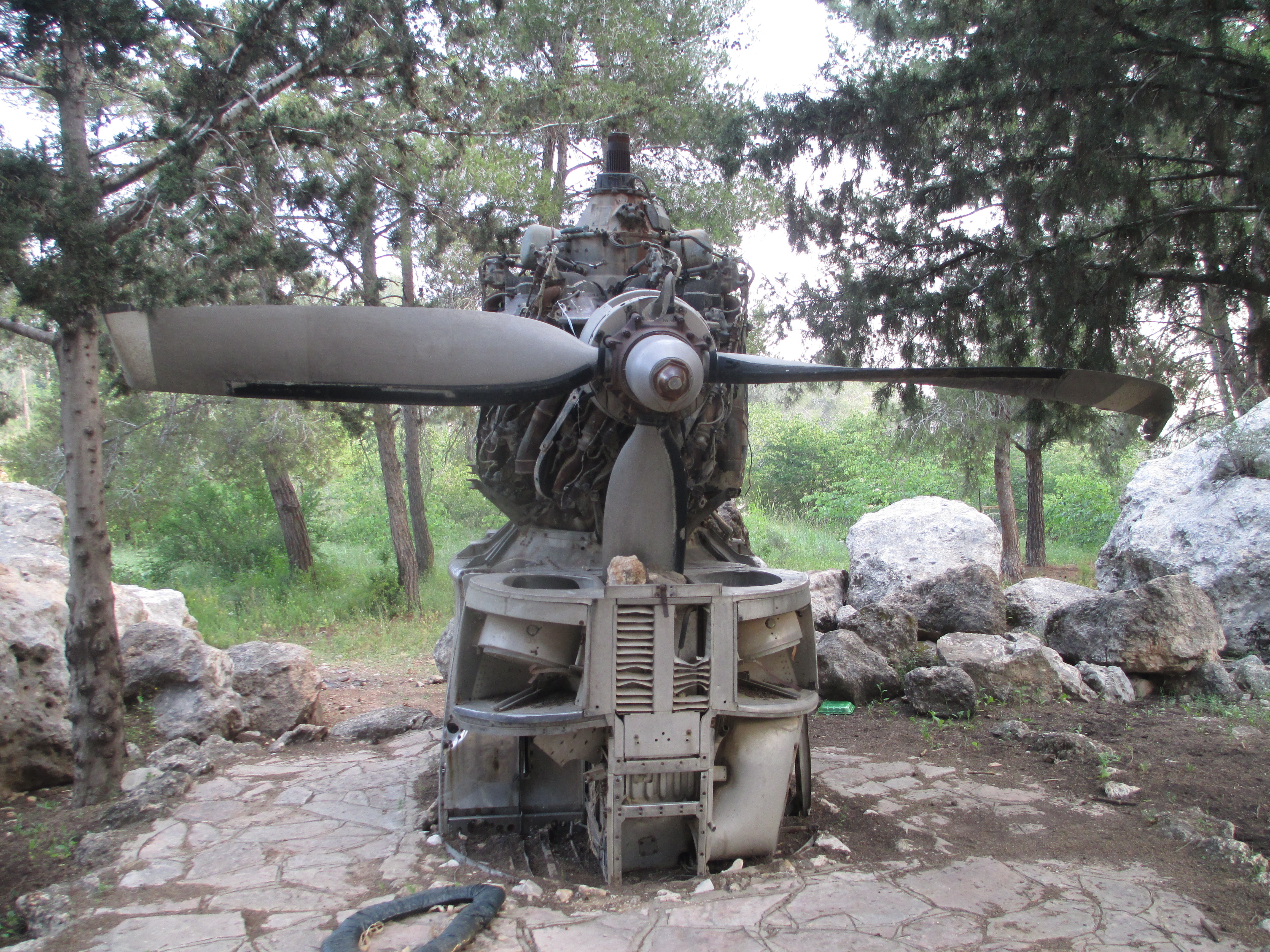
بقايا محرك الطائرة وضعت كنصب تذكاري في غابة بن شيمان

كانت الطائرة قد أُسقطت بعد ظهر يوم الجمعة. وفي مقابلة تلفزيونية عُقدت في المساء، زعم وزير الدفاع الإسرائيلي موشيه ديان أن هذا الحادث كان استفزازاً متعمداً ولا يعرف ما إذا كان هدفه هو إثارة الحرب أم أن المصريين اعتقدوا أن إسرائيل سوف تتقبل الأمر دون رد. وفي يوم السبت، هاجمت القوات الجوية الإسرائيلية بطاريات الدفاع الجوي المصرية بصواريخ شرايك جو-أرض، وانتهى الهجوم دون ضرر يذكر. لأن القيادة المصرية توقعت شن هجوم إسرائيل هجوم انتقامي ولذلك حركت البطاريات من أماكنها فور الحادث، كانت هذه واحدة من المرات الأوائل التي استخدم فيها سلاح الجو الإسرائيلي هذه الصواريخ الأمريكية، في نهاية حرب الاستنزاف. لقد كان جلياً للطيارين الإسرائيليين قبل الهجوم بصواريخ «شريك»، أن هناك فرصة ضئيلة لتدمير البطاريات وأن العملية كانت «جهد ضائع». في مقابلة تلفزيونية مماثلة بعد أسبوع من سقوط ستراتوكروزر، أكد رئيس هيئة الأركان الإسرائيلي، حاييم بارليف، أن إسرائيل كانت تمتلك صواريخ شرايك، وأنها استخدمتها في الهجوم قبل أسبوع، مدعياً أن طائرة السوخوي المصرية (التي أُسقطت قبل الستراتوكروزر) كانت تحلق فوق منطقة تحت سيطرة إسرائيل، وأضاف: إن إسرائيل مهتمة بمواصلة وقف إطلاق النار، لكنه ستستمر في الرد على الهجمات المصرية ومستعدة لتصعيد النشاط العسكري.
قدمت إسرائيل شكوى رسمية بشأن إسقاط طائرة نقل عسكرية إلى الأمم المتحدة وطلبت من مراقبي الأمم المتحدة التحقيق فيها. ولكن الولايات المتحدة، التي اعتقدت أن خطاب السادات قبل بضعة أيام لم يقفل الباب أمام المفاوضات حول اتفاق في منطقة السويس، طالبت إسرائيل بضبط النفس.

## تكريم ضحايا الحادث
جُمعت أجزاء من الطائرة المحطمة ونُقلت إلى غابة بن شيمان، حيث نُصب موقع تذكاري في عام 1972 لأفراد الطاقم الذين قُتلوا في الحادث:
- رائد: إفرايم ماغن (רס"ן: אפרים מגן)
- رائد: زيف عوفير (רס"ן: זאב עזפר)
- نقيب: عاموس بيا (סרז: עמוס ביא)
- نقيب: يورام حايت (סרז: יורם הייט)
- نقيب: إلياف إنبال (סרז: אליאב ענבל)
- رقيب أول: إسحاق تامير (רס"ר: יצחק תמיר)
- عريف: ديفيد شيري (רב"ט: דוד שרי)

اعتاد سرب النقل الجوي (120) التابع للقوات الجوية الإسرائيلية المعروف باسم عمالقة الصحراء (ענקי המדבר)، الذي تنتمي إليه الطائرة، عقد مراسم تذكارية سنوية للجنود الذين قتلوا في غابة بن شيمان. وفي عام 2011، أقيم احتفال ووضع نُصب تذكاري للطائرة في قاعدة نفاطيم الجوية.